# Lomanotus genei
Espèce
Lomanotus genei est une espèce de limaces de mer de la famille des Lomanotidae.